# 安东尼奥帕拉多
安东尼奥帕拉多是巴西南大河州的一个市镇。总面积347.616平方公里，总人口13591人，人口密度39.1人/平方公里。